# コルシカ島の民族音楽
コルシカ島の民族音楽（コルシカとうのみんぞくおんがく）は、フランス領である地中海のコルシカ島で歌われる歌謡を中心とする音楽の総称。コルシカ語で歌われる多声合唱（ポリフォニー）が多い。ここでは、ユネスコの無形文化遺産に登録されているパディエッラ風の歌謡（Cantu in paghjella）も含める。

## 名称について
コルシカ島の民族音楽を正確に総称することは難しい。現地コルシカ島やフランスでは「コルシカ島のポリフォニー（polyphonie corse 稀に複数形のpolyphonies corses と表記されることがある)」、「コルシカン・ポリフォニー」と呼称されることが多い。それ以外には、「コルシカ島の音楽（コルシカン・ミュージック）」あるいは「コルシカ島の声（コルシカン・ヴォイス）」なども表記されるが、そのいずれも厳密な定義から言えば、コルシカ島のすべての音楽や歌謡を網羅している訳ではない。
ポリフォニーは「多声合唱」を指すが、コルシカの歌謡はすべてが多声合唱というわけではなく、単声あるいは複数人が合唱しない形式で歌うものもあり（これらは「モノディ」と呼ばれる）、ソロ歌手も大勢いるため、正確な呼称とは言えない。ただし、コルシカ島やフランスで最も定着している表現であり、「ポリフォニー」の名称を冠するフェスティバルにソロ歌手が参加していることも多い。
コルシカ島の音楽（フランス語 musique corse, コルシカ語musica corsa）は、「ポリフォニー」よりは語義的に正確であるが、伝統的には、島ではあらゆる場面で歌を歌う習慣があり、それを「音楽」という芸術的行為にのみ還元できない、音楽を奏でようという意識によって行われたものであるとは言えない。音楽の定義をどこまでにするのかは議論があるが、牧童たちの「掛け声」にコルシカ音楽の起源の一つを見出すのであれば、「掛け声」までもが音楽であるという分類が妥当なのか疑問である。ウィキペディア・フランス語版はこちらを項目タイトルにしている。
同じ地中海地域の多声合唱であるブルガリアン・ヴォイスに倣って、コルシカン・ヴォイスあるいはコルシカ島の声（フランス語 voix corse(s)、コルシカ語voce corsaもしくはvoci corsi）と呼べなくもないが、あまりこの呼称はフランスやコルシカ島では一般的ではない。また、楽器の伴奏や楽器だけの演奏もコルシカ島の民族音楽に含められるので、これも厳密に正確とはいえない。
「コルシカ島の民族音楽」（musique folklorique あるいはmusique ethnique）という名称も、島内あるいはフランスでそれほど使用されない。しかし、フランスの音楽民族学（ethnomusicologie）の研究ではたびたび取り上げられる。
「パディエッラ」（paghjella）は、コルシカ島の民族音楽の一つの形態を指すにすぎない。

## 伝統音楽・歌謡
牧羊社会であるコルシカ島では島民が古くから声を掛け合う習慣があり、それらと11世紀からのピサ共和国統治下で導入された聖歌や賛美歌があわさってさまざまな形態の歌謡や合唱が形成された。これらは、1960年代まで残るが、それ以降は急速に廃れる。主な分類は下記の通り。
カンティ・ボブラーリ（canti populari） - 俗歌・民衆歌
- パディエッラ - 「パジェッラ」とも表記される。即興で歌われる3連6句形式の押韻、定型歌。句の一つは8音節からなり、各連後半（すなわち、2句、4句、6句）の最後の音節で押韻（同じ母音の使用）する。三声合唱。それぞれの声は、ウ・ワッス（U bassu 最も低い声）、ア・ゼグンダ（A secunda, コルシカ島南部ではア・シクンダA sicunda、中間の高さ）、ア・デルツァ（A terza、最も高い声）と呼ばれる。パディエッラを歌い上げるのは非常に難しいとされるが、歌のテーマは教会、宗教、聖人などを除く世俗世界のあらゆるものが対象。ユネスコ無形文化遺産に登録されているパディエッラ風の歌謡は、かつて即興で歌われたパディエッラの中で人々の記憶に残って現在まで歌い継がれたものであり、厳密に言えば即興歌ではない。コルシカ語で歌われる。男性歌。

- テルツェッティ（terzetti） - パディエッラ同様、即興の定型歌。11音節を句とする3句からなり、各句押韻する。三声合唱。テーマはパディエッラに同じ。コルシカ語で歌われる。男性歌。

- ボヂェル（voceru） - 女性が歌う弔歌。イタリアではヴォチェロ（vocero）と呼ばれる。夫や家族、恋人などが死んだ時にその遺体の前で悲しみをさらけ出しながら歌う。8音節6句からなる定型・押韻の即興歌。単声。

- ラメントゥ（lamentu） - 哀歌。男女ともに歌う単声・定型・押韻の即興歌。ヨーロッパ大陸ではラメント（lamento）と呼ばれる。

- クンチュラシュティ（cuntrasti） - 男女二人組の間で交わされる恋歌。クンチュラシュトゥとも。散文歌。

- ティヤマ・エー・リスポンディ（chjama è rispondi） - 複数の男性によって交互に歌われる一種のゲーム。最初の歌い手があるテーマを題材に歌い、次の歌い手がそれに引っ掛けた内容を歌い続ける。これを永遠に繰り返し、歌えなくなった者が負けとなる。祭りや酒場で嗜まれる。

上記以外にシリナーダ（sirinata、恋歌）、ナンナ（nanna、子守唄）、選挙歌（canti d'elezione、男性は選挙の際に村から投票所まで隊列を組み行進しながら歌い、それを見送る女性も別の歌を歌う）、チュリッビエラ（tribbiera、労働の辛さを紛らわすための歌）などがある。
カンティ・ディエザーディ（canti chjesati）教会歌・宗教歌
- ディオ・ヴィ・サルヴィ・レジナ（Dio vi salvi, Regina）　「神が汝を救い給う、女王（＝マリア）よ」という意味。コルシカ独立戦争（1729-1769）時代にコルシカ国歌に制定された歌。男声三声合唱。今でもコルシカ島では良く歌われる。7音節または8音節を1句とし、4句7連の定型・押韻歌。ただし一般に歌われる場合は3連に縮めることが多い。もとはトスカーナ語の歌詞だったが、コルシカ語版（Diu vi salvi, Regina）もある。

以下はコルシカ島以外でも歌われるもので、歌詞はラテン語。
- キリエ（キリエ・エレイソン Kyrie Eleison）
- サンクトゥス（Sanctus）

## 現代の音楽

### 誕生
1960年代後半から高まるコルシカ民族主義によって、コルシカ語やこれを用いた表現形態が見直される動きも起きる。1970年代以降、島の若者らによって、コルシカ語を用いて歌を中心とするグループが結成される。
- カンタ・ウ・ボーブル・ゴールス（Canta u Populu Corsu、「歌うコルシカ人」の意味）
- イ・ムブリニ（I Muvrini、「野生の子羊たち」）
- ティアミ・アディアレージ（Chjami Aghjalesi、「麦打ちのこだま」）
- ア・ヴィレッタ（A Filetta、「シダ」）
- スルディアンティ（Surghjenti、「水源、泉」）など、

男性数名で構成されるものが結成され、当初、伝統的な歌を主に、幾つかのオリジナルな作品を加えて、村の教会や広場、酒場などで活動をしていた。ア・ヴィレッタ以外は楽器を取り入れた新しい音楽を創作していたが、せいぜいそれはギターやヴァイオリンなど最小限にとどまるものだった。

### 発展と多様化
1980年代になると、カンタ・ウ・ボーブル・ゴールスは一度活動を休止し、若手の育成やソロ活動に力を入れるようになる。一方、フランスをはじめとするヨーロッパではワールドミュージック・ブームが起こり、コルシカの音楽もその一つとして知られるようになる。彼らの作品がカセットやレコード、さらにCDとして売られるようになり、「コルシカン・ポリフォニー」と呼ばれるのもこの時代である。一方、70年代は比較的似通っていた彼らの音楽形態も次第に多様化する。イ・ムブリニやスルディアンティは電子楽器を取り入れるなど絶えず革新を図る一方、ア・ヴィレッタなどは伝統的な合唱形態を頑なに守っている。
音楽のテーマも1970年代はコルシカの歴史やその悲劇、民族的、あるいはフランスを「植民地主義」として糾弾するものが多かったが、1980年代半ば以降は多様化する。バスクなど他の少数民族との連帯や他の民族の歌謡を取り入れるもの、恋愛や家族・友情の絆、季節を歌うものなど多種多様である。イ・ムブリニは天安門事件（1989年）やアメリカなどの多国籍軍によるアフガニスタン軍事作戦を非難するテーマなども歌っている。
しかし、コンサート等ではどのグループも最後にはディオ・ヴィ・サルヴィ・レジナなどの伝統歌を必ず歌っている。

### 新しい傾向
コルシカ語で歌うロックやラップのアーティストも生まれている。
女性は伝統的には弔い歌など屋内で歌うものとされていた。しかし1980年代後半以降、女性ポリフォニーを結成する動きが起こり、最初のグループ、ヌーヴェル・ポリフォニー・コルス（Nouvelles Polyphonies Corses、「新しいコルシカン・ポリフォニー」）が3名の女性によって誕生し、このグループは1992年、アルベールビルオリンピック開会式で歌を披露した。それ以降、少しずつではあるが女性グループも生まれている。
2009年の「パディエッラ」の無形文化遺産登録は、「カンタ」の元ヴォーカル、ピエール・ゲルフッチ（Pierre Guelfucci、コルシカ語では Petru Guelfucci ペヂュル・グェルフッチ）らの尽力による。